# Eremomidas arabicus
Eremomidas arabicus is een vliegensoort uit de familie Mydidae. De wetenschappelijke naam van de soort is voor het eerst geldig gepubliceerd in 1961 door Bequaert.
De soort komt voor in Oman, Verenigde Arabische Emiraten en Jemen.